# ماگنی
ماگنی (انگلیسی: Magni) شرکت موتورسیکلت‌سازی ایتالیایی است، که در سال ۱۹۷۷ توسط آرتور مانی تأسیس شد.